# Исаак бен-Моисей из Вены
Раввин Исаак бен-Моисей из Вены, или Исаак Ор Заруа, сокращённо Риаз (род. вероятно, в Богемии, жил ок. 1200—1270 гг.), — богемский галахист, автор обширного ритуального кодекса «Ор Заруа» (1260), занимавшего первое место среди ритуальных произведений немецких евреев до появления «Турим».

## Биография
Биографические сведения об Исааке черпаются исключительно из его сочинения «Ор Заруа». Своими наставниками он называет двух учёных: Авраама бен-Азриель Богемского (автора «Arugat ha-Bosem», ок. 1230) и Исаака бен-Яков га-Лабана.
Исаак часто прибегает к чешским словам (לשון כנען), из чего следует, что чешский язык был для него родным. В молодости Исаак предпринял путешествие во Францию и Германию. Согласно Гроссу, он сначала посетил Регенсбург; С. Н. Бернштейн, однако, полагает, что первой его остановкой была Вена, где он жил сравнительно долго, отчего он и именуется «Исаак из Вены».
Около 1217 года прибыл в Париж, где его учителем был Иуда бен-Исаак сир Леон (ум. 1224). Затем он посещал некоторое время иешибот Якова бен-Меир в Провене, а оттуда вернулся в Германию и продолжал образование под руководством мистика Элиезера из Вормса и Симхи бен-Самуил в Шпайере, а также Элиезера бен-Иоель га-Леви, автора «Abi ha-Ezri» и «Abi-assaf».
В Вюрцбурге в числе учеников Исаака был Меир из Ротенбурга (ок. 1230). Будучи в Вюрцбурге, при жизни Элиезера га-Леви, Исаак состоял членом раввинской коллегии.
Затем он вновь поселился в Регенсбурге, и наконец, опять в Вене, где занимал должности «ав-бет-дина» и «рош-иешивы». Исаак не принял участия в протесте против занятий светскими науками, не объявлял ересью философию Маймонида и не полемизировал против нее, подобно Нахманиду.

## «Ор Заруа»
В конце жизни закончил (1260) сочинение по ритуалу под заглавием «Ор Заруа» (отсюда его прозвище «Ор Заруа», или сокращенно ריא״ז). Обнимая весь ритуал, произведение это изложено в порядке талмудических трактатов и, в то же время, группирует все галахи, относящиеся к каждой области в отдельности; оно, таким образом, расположено отчасти по талмудическим трактатам, отчасти по галахическому содержанию, причём отделы (סדרים) следуют не в общепринятом порядке, но сперва отделы 3, 5 и 6, а потом 2-й.
Введением к сочинению служит трактат, содержание которого представляет подражание трактату об алфавите рабби Акивы. Как видно из краткого предисловия к трактату, заглавие «Ор Заруа» («рассеянный свет») первоначально относилось исключительно к предисловию, а не к самому произведению. Здесь обнаруживается влияние Элиезера из Вормса: в введении книги главную роль играет буквенная мистика: толкование букв, как аббревиатур (נוטריקון), по их числовой величине (גמטריאות) или по разным алфавитным комбинациям (אח״ס בט״ע, א״ת ב״ש и т. п.).
За введением следуют: трактат о благотворительности (צדקה) в 30 параграфах; галахи из первого отдела (§§ 1—332), среди которых имеется 5 решений, относящихся к 6-му отделу (טהרות); из 5-го (קדשים), к которым примыкает глава о тефиллин, так как о них идёт речь в трактате «Менахот». За 3-м отделом (נשים) следуют респонсы от Исаака или к нему. — Второй том включает 20 глав в 466 параграфах, трактующих о галахах секции מועד. В конце книги помещены, кроме того, объяснения некоторых библейских мест и переписка Исаака по галахическим вопросам.
Книга представляет сочетание двух направлений в обработке галахи: французско-тосафистского и испанско-кодификационного; несмотря на то, что она рассчитана на религиозную практику, она не ограничивается сухими решениями, нося и аналитический характер. В противоположность Маймониду, Исаак не довольствуется приведением галахических норм, но постоянно цитирует соответствующее место Талмуда, объясняет мысль, лежащую в основании текста, и выводит из нее «дин» (суждение), при этом обнаруживает глубокий ум, большое остроумие и самостоятельность. Таким образом, «Ор Заруа» одновременно служит ритуальным кодексом и талмудическим комментарием и занимает первое место среди ритуальных произведений немецких учёных до появления Турим.
Вероятно, громоздкость кодекса помешала его распространению, так что уже Иссерлейн в Австрии (XIV век) не имел в распоряжении ни одного экземпляра. «Ор Заруа» в первый раз было издано в Житомире (1862) Липой и Гешелем (Lipa и Höschel) по неполной рукописи из библиотеки Акивы Лерена в Амстердаме; в этом издании целиком недостает отдела (סדר) Незикин.
Сын Исаака, Хаим Элиезер (Chaim Eliezer), составил сокращённое издание «Ор Заруа» (Ор Заруа ха-Катан) и вёл по вопросам галахи обширную переписку, часть которой (261 респонс) была напечатана под заглавием «Sefer Scheeloth и Teschuboth» (Лейпциг, 1860).